# رنگ افزایشی

ترکیب رنگ‌های اصلی و به‌دست آمدن رنگ سفید.

رنگ افزایشی یا رنگ‌های افزایشی مربوط به رنگ منابع نوری مانند پروژکتورهای تصویر است.
در فرآیند رنگ‌های افزایشی، معمولاً از رنگ‌های قرمز، سبز و آبی برای تولید سایر رنگ‌ها استفاده می‌شود. ترکیب یکسان هر یک از این سه رنگ اصلی با رنگی دیگر، رنگ‌های ثانویه افزایشی را ایجاد می‌کند که عبارتند از فیروزه‌ای، بنفش، و زرد. ترکیب هر سه رنگ اصلی با شدت یکسان، سفید را ایجاد می‌کند. با تغییر روشنایی هر نور (رنگ) رنگ‌های دیگری در محدودهٔ گاموت رنگی به‌دست خواهد آمد.